# Ulster Way

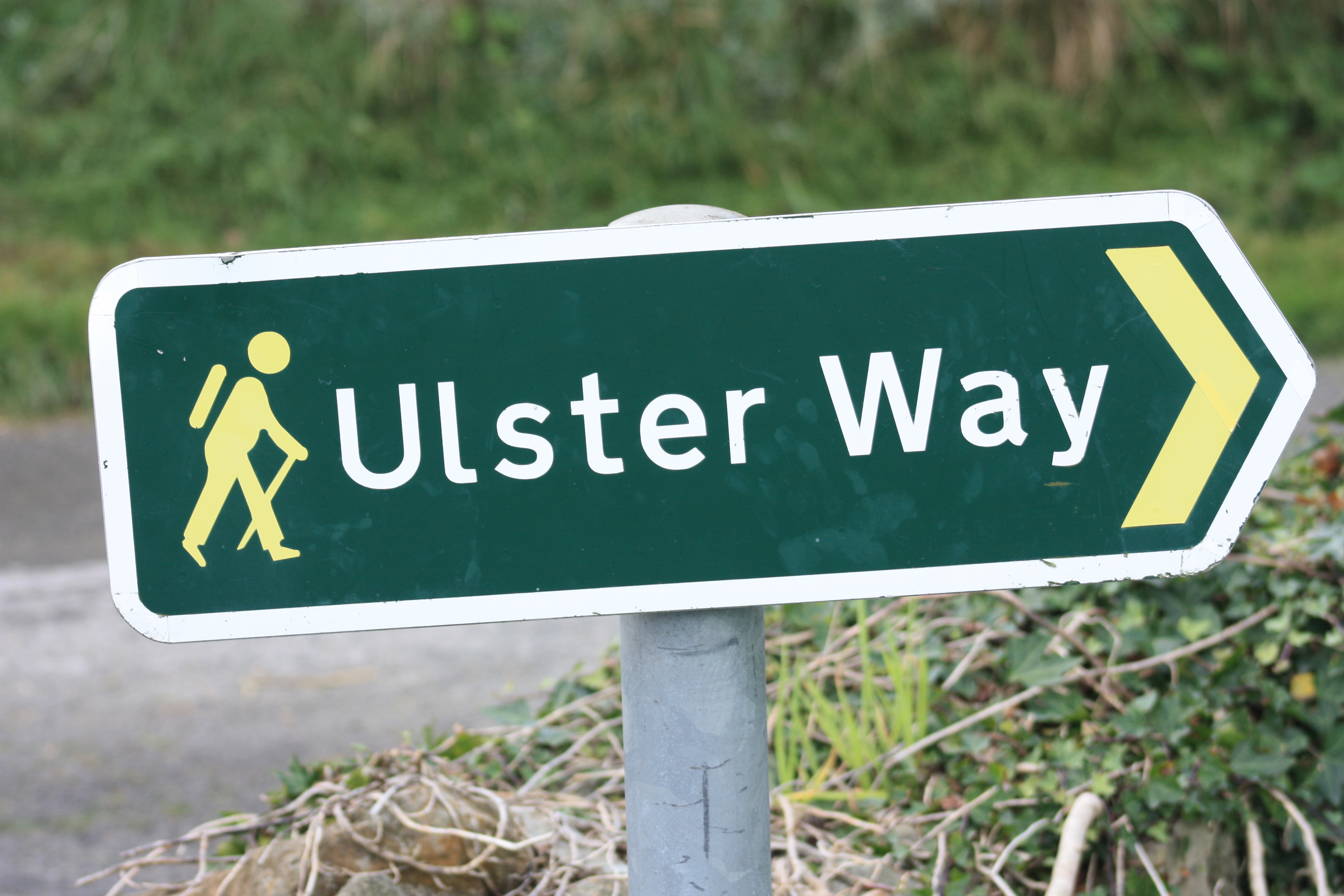

De Ulster Way is een langeafstandswandelpad in Noord-Ierland. Het padennetwerk is 1024 kilometer lang en loopt in een lus door de zes Noord-Ierse graafschappen.